# Tom et Jerry : Le Haricot géant
Pour les articles homonymes, voir Tom et Jerry (homonymie).
Pour plus de détails, voir Fiche technique et Distribution.
Tom et Jerry : Le Haricot géant (Tom and Jerry's Giant Adventure) est un film d’animation réalisé par Spike Brandt et Tony Cervone, sorti en 2013. Il est basé sur le conte Jack et le Haricot magique et met en scène les personnages Tom le chat et Jerry la souris.

## Synopsis
Jack est le propriétaire d'un parc d'attraction qui a beaucoup de mal à fonctionner. Avec l'aide de Tom et Jerry, les assistants de Jack et de haricots magiques, le destin pourrait bien tourner en faveur de son côté et le mener vers une aventure encore plus incroyable au pays d'un géant…

## Fiche technique
- Titre original : Tom and Jerry's Giant Adventure
- Titre français : Tom et Jerry : Le Haricot géant
- Réalisation : Spike Brandt et Tony Cervone
- Scénario : Paul Dini
- Musique : Scott Cochran
- Montage : Kyle Stafford
- Producteurs : Spike Brandt et Tony Cervone
- Producteur exécutif : Sam Register
- Sociétés de production : Turner Entertainment, Warner Bros. Animation
- Pays d'origine :  États-Unis
- Langue originale : Anglais
- Genre : Animation, comédie, conte
- Durée : 55 minutes
- Dates de sortie :
  - États-Unis : 6 août 2013
  - France : 4 septembre 2013

## Distribution (voix originales)
- Jacob Bertrand : Jack
- Grey DeLisle : Mme Bradley / Red Fairy
- Tom Wilson : M. Bigley / Ginormous
- Garrison Keillor : Farmer O'Dell
- Paul Reubens : Screwy Squirrel
- Joe Alaskey : Droopy
- Phil LaMarr : Spike
- Richard McGonagle : Barney Bear
- John DiMaggio : Meathead Dog
- Kath Soucie : Nibbles

## Distribution (voix françaises)
- Dorothée Pousséo : Jack
- Denis Boileau : Le narrateur, le fermier O'Dell, l'écureuil Casse-noisettes
- Michel Vigné : Ogranormous, Spike
- Jean-Claude Donda : Meathead, Barney l'ours, Humpty Dumpty, Peter
- Gérard Surugue : Droopy
- Caroline Combes : Tuffy
- Martine Irzenski : Mme Bradley
- Patrick Raynal : Mr Bigley
- Céline Melloul : Red
- Paul Borne : Ogranormous (chant)